# Strada provinciale 6 Zenzalino
La strada provinciale 6 Zenzalino è una strada provinciale italiana della città metropolitana di Bologna.

## Percorso
Ha inizio dalla ex SS 253 in località Case Trebbo, nel comune di Budrio. Il suo percorso si svolge in direzione nord-est, in modo da aggirare Cento e la cittadina stessa di Budrio, dove incrocia la SP 3. Tocca in seguito la frazione di Vedrana, attraversa l'Idice e, in comune di Molinella, giunge a San Martino in Argine e a Miravalle. Arriva infine a Molinella e, poco prima di terminare al confine con la provincia di Ferrara, incontra la SP 5. In territorio ferrarese diviene SP 7 mantenendo la denominazione "di Zenzalino".